# Archäologisches Museum Çorum

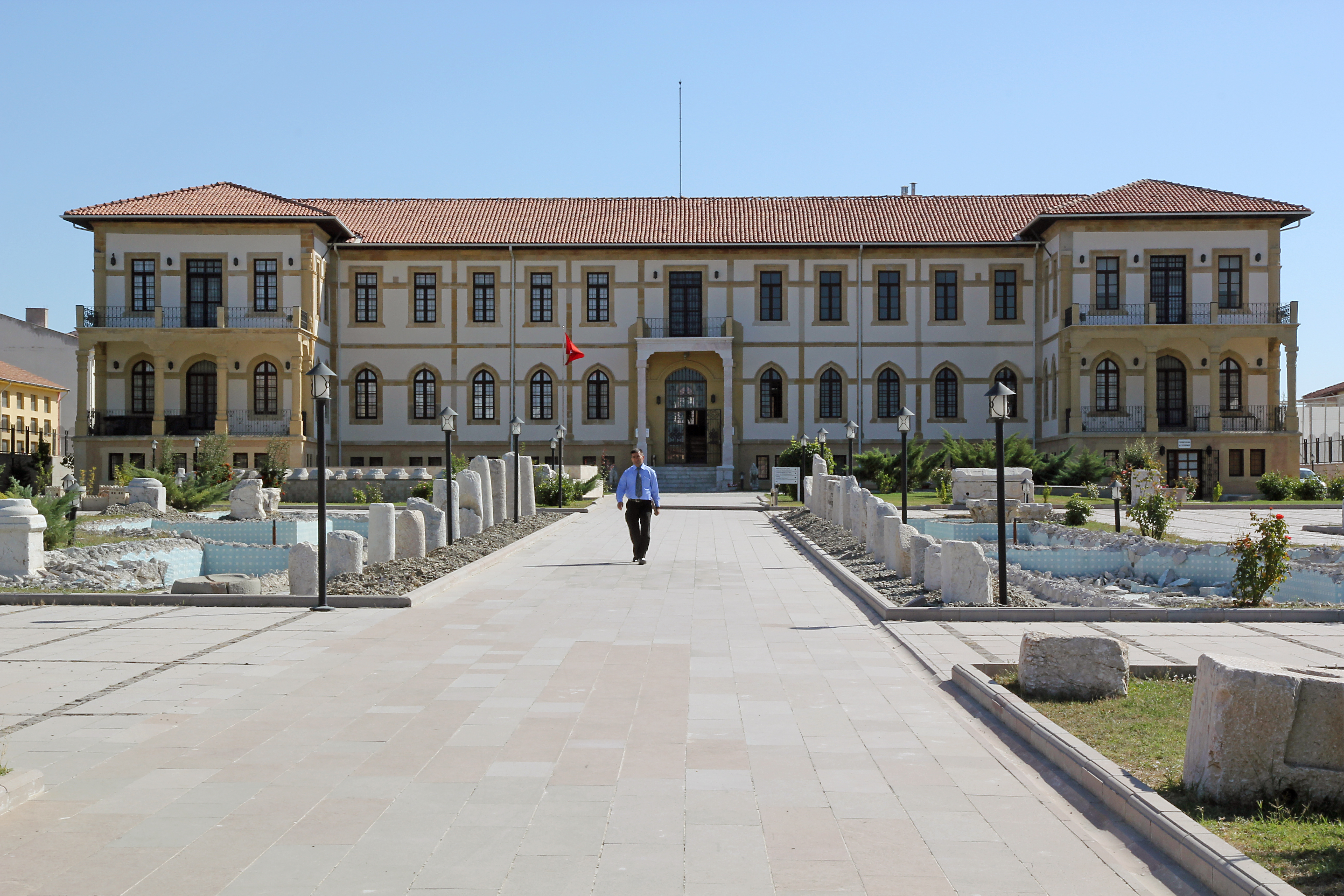
Archäologisches Museum Çorum

Das Archäologische Museum Çorum liegt am westlichen Ortseingang der türkischen Provinzhauptstadt Çorum in der Cengiz Topel Caddesi. Es zeigt unter anderem zahlreiche Funde aus den nahegelegenen hethitischen Städten, darunter der Hauptstadt Ḫattuša und Alacahöyük.

## Geschichte
Zum Museum Çorum gehören die lokalen Museen in Alacahöyük und Boğazkale (Hattuša). Das erstere wurde 1940 gegründet, das letztere am 12. September 1966. Am 13. Oktober 1968 wurde schließlich das Museum in Çorum in der Müze Sokak Nr.1 eröffnet. Im Jahr 2000 zog das Museum in das heutige Gebäude um. Dieses war 1914 als Krankenhaus gebaut worden und beherbergte danach eine Landwirtschaftsschule, eine Gesundheitsschule, eine Handelsschule, eine Technikerschule und die Atatürk-Hochschule. Es ist im Stil des späten 19. Jahrhunderts errichtet und steht unter Denkmalschutz. 1988 wurde es bei einem Brand zerstört, daraufhin restauriert und am 11. März 2003 als das heutige Museum wiedereröffnet. Direktor des Museums ist seit 2006 Önder İpek.

## Ausstellung
Das Museum beherbergt in vier Etagen Funde aus allen Perioden von der Kupfersteinzeit über die Bronzezeit bis zur römischen und byzantinischen Epoche. Den größten Teil nehmen Ausstellungsstücke aus den kupferzeitlichen und hethitischen Fundstätten der Umgebung ein, darunter Alacahöyük, Kuşsaray, Hattuša, Šapinuwa, Hüseyindede und Eskiyapar. Im Erdgeschoss sind eine Nachbildung eines hattischen Fürstengrabes sowie Metallgegenstände (Standarten), Statuetten und Keramik aus Alacahöyük zu sehen, außerdem die frühhethitische, mit farbigen Reliefs verzierte Vase von Hüseyindede. Weiterhin sind Tongefäße, Figuren, Keilschrifttafeln und Stelen aus Hattuša ausgestellt. Bemerkenswert ist ein Schwert mit einer Keilschriftgravur von Tudhalija II. aus Hattuša. Ebenfalls im Erdgeschoss und in der ersten Etage werden Waffen, Keramik und Schmuck aus Šapinuwa gezeigt. Seit 2022 gehört der Armreif von Çitli zur Sammlung, der in dem genannten Dorf gefunden wurde und eines der seltenen Beispiele für hethitischen Schmuck darstellt. Einen weiteren Teil der Sammlung nehmen Artefakte aus der Zeit der assyrischen Handelskolonien (Karum) ein. Das zweite Obergeschoss beherbergt Funde aus phrygischer Zeit aus Eskiyapar, Pazarlı, Mecitözü sowie aus Alacahöyük und Hattuša. Des Weiteren sind dort und im dritten Obergeschoss Funde aus römischer und byzantinischer Zeit aus verschiedenen Orten der Umgebung zu sehen. Abgerundet wird die Ausstellung durch eine ethnographische Abteilung im Erdgeschoss. 
Zur Präsentation und Erklärung der Ausstellungsstücke sind verschiedene berührungsempfindliche, interaktive Bildschirme im Einsatz, die weitere Informationen und andere Ansichten der Fundstücke zeigen.

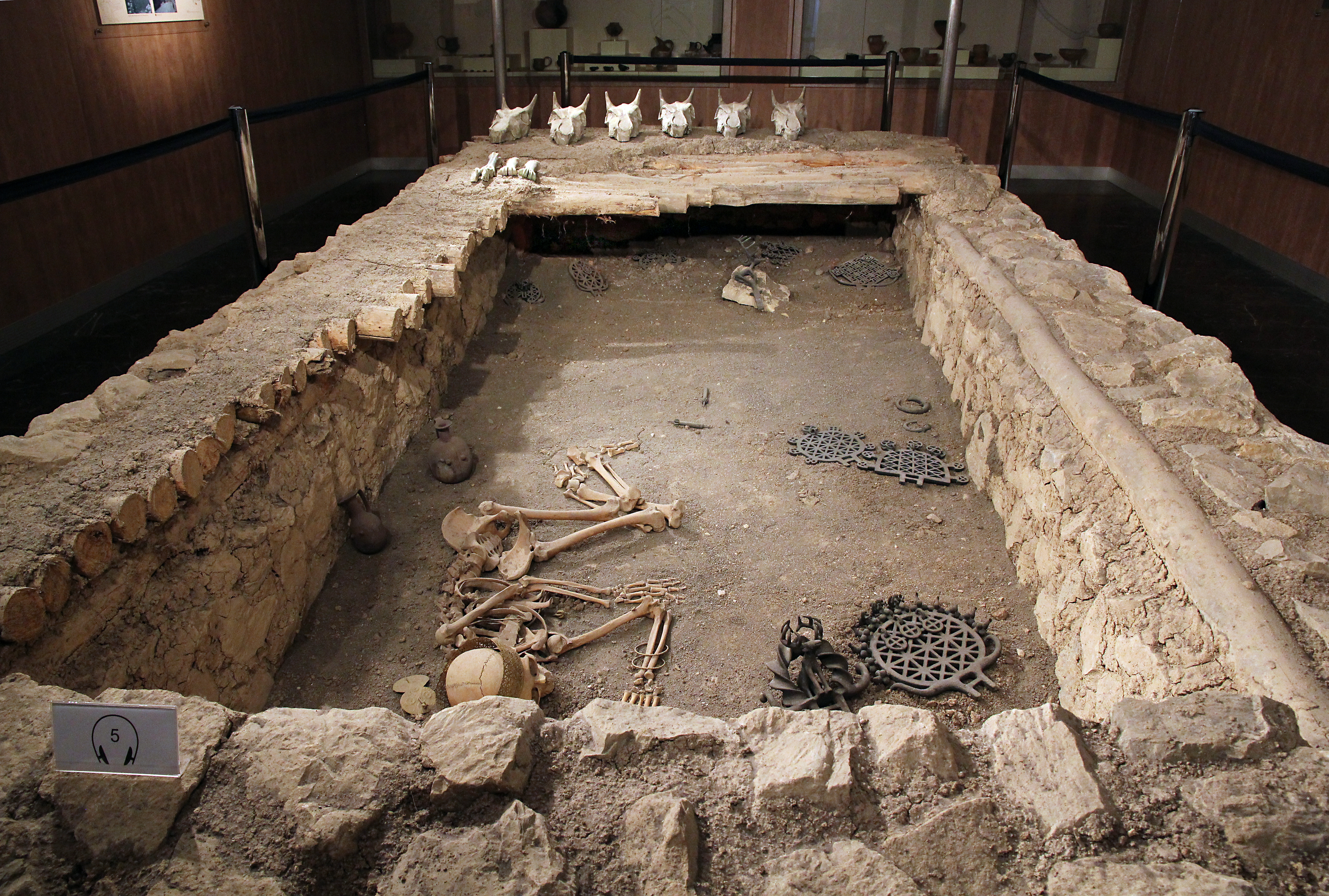
Nachbildung eines Fürstengrabes aus Alacahöyük
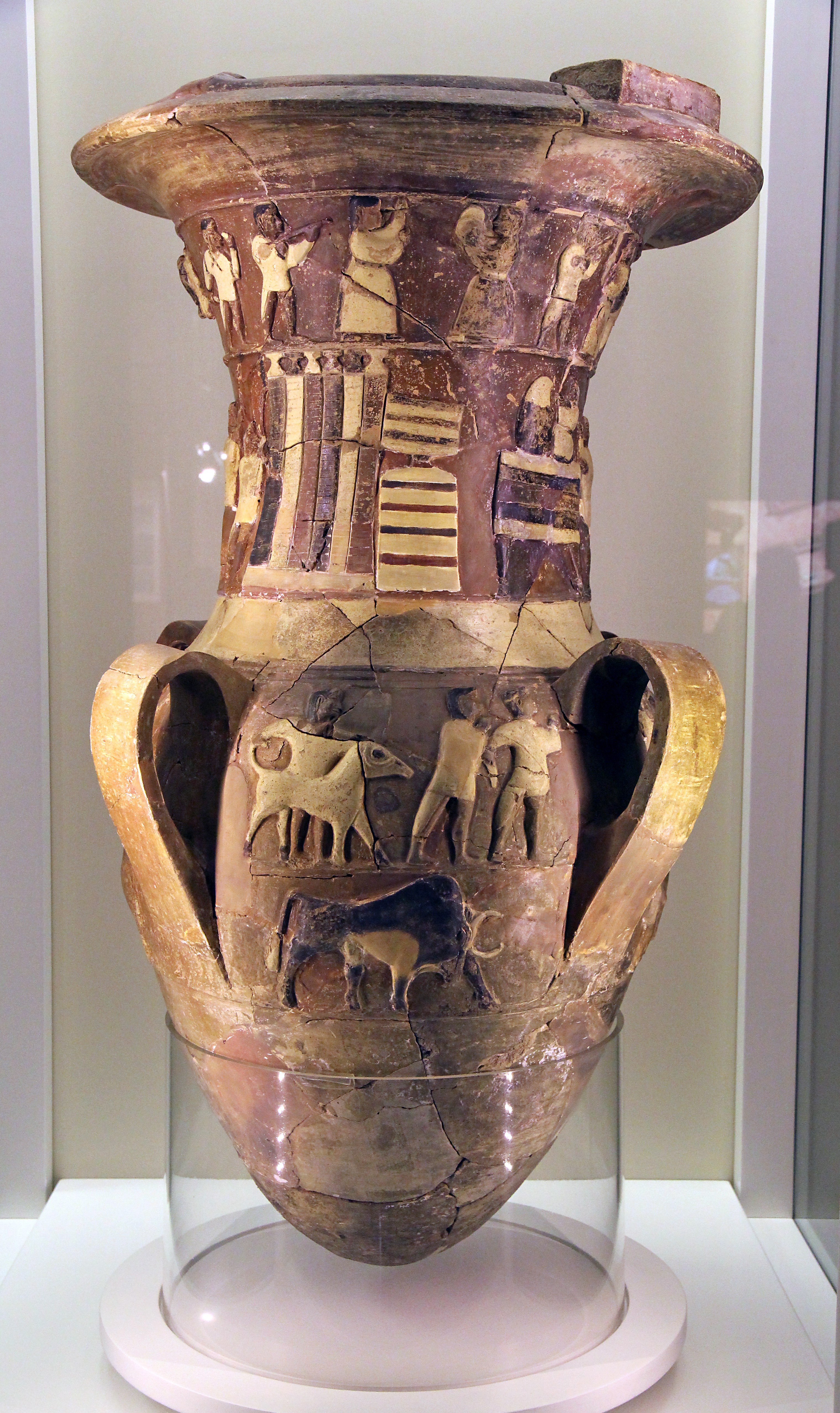
Vase von Hüseyindede
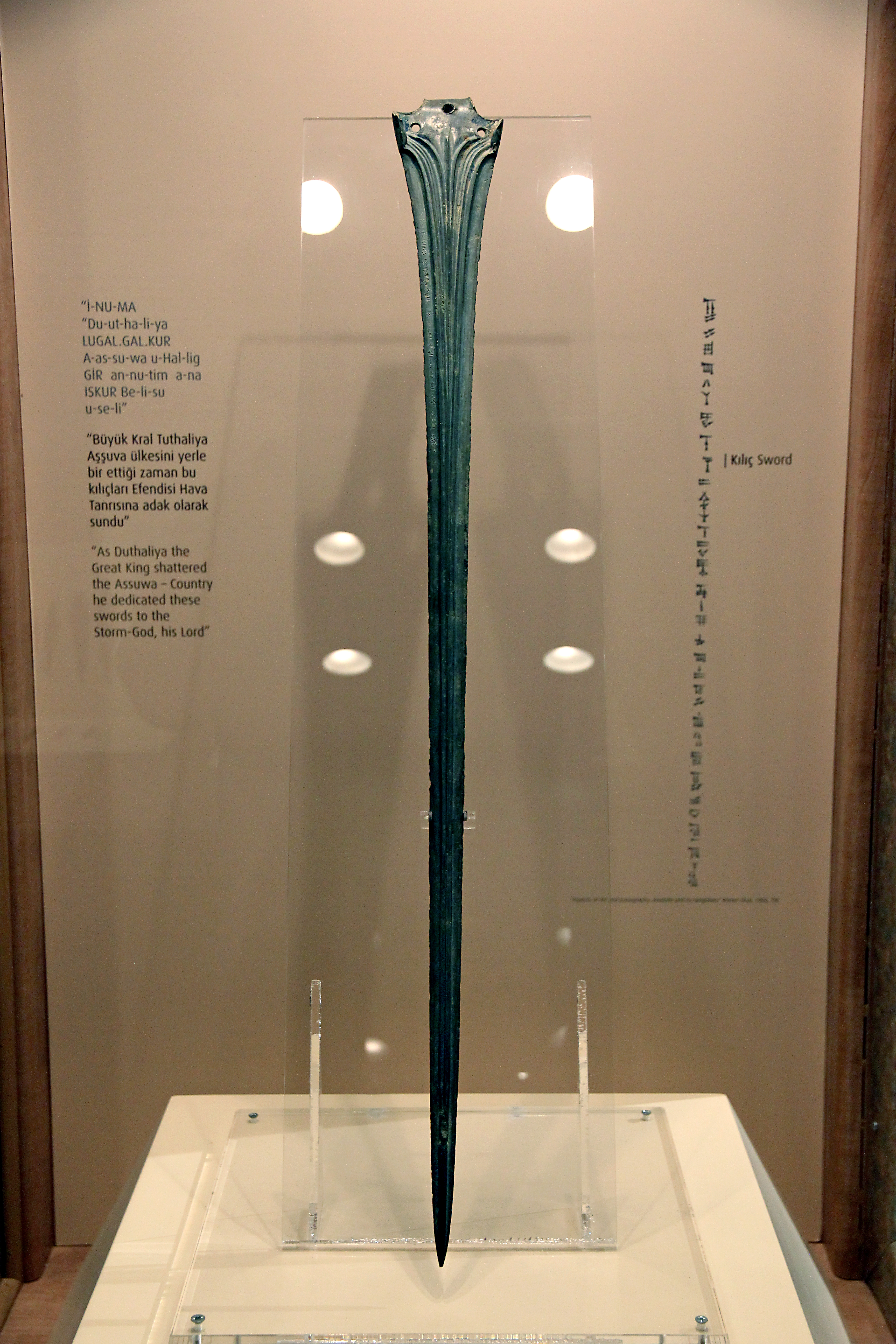
Schwert mit Keilschrift aus Hattuša
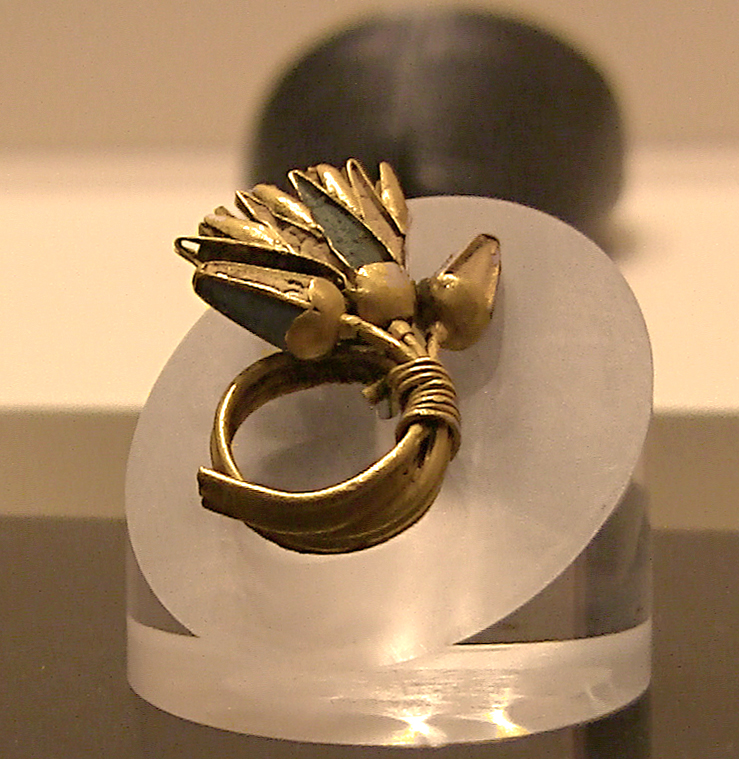
Brosche aus Šapinuwa
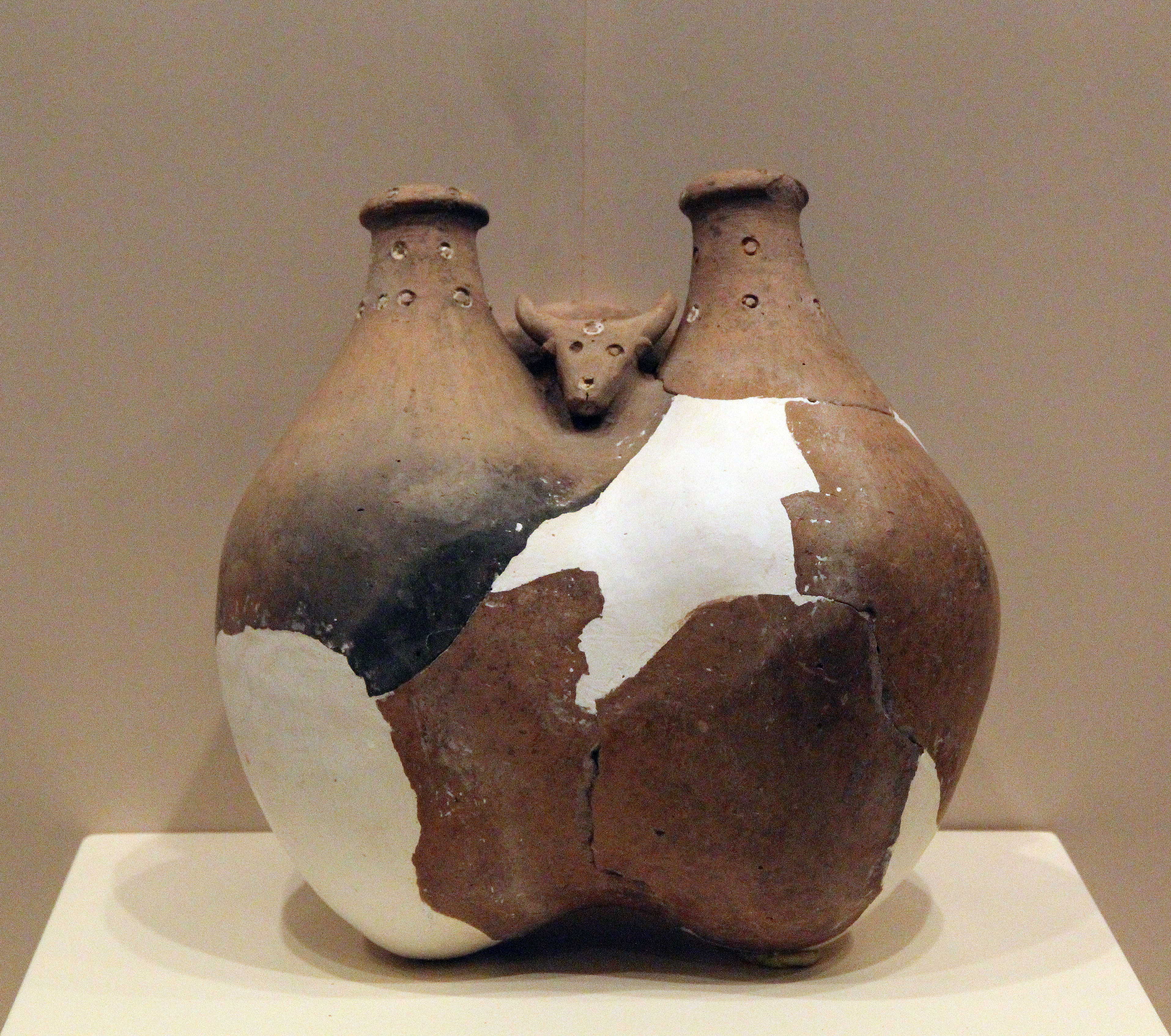
Vase aus Šapinuwa
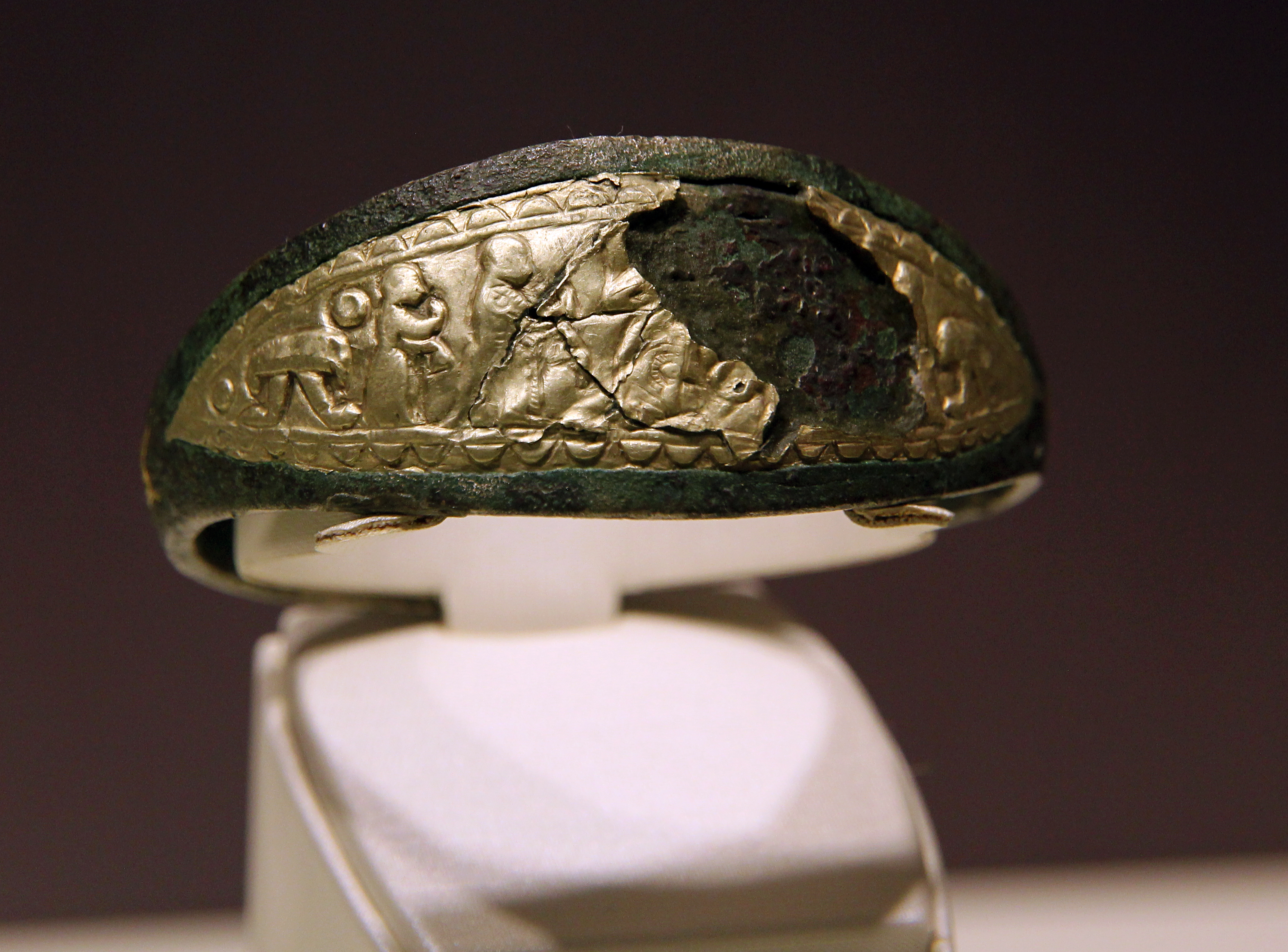
Armreif von Çitli